# Michael Imperioli

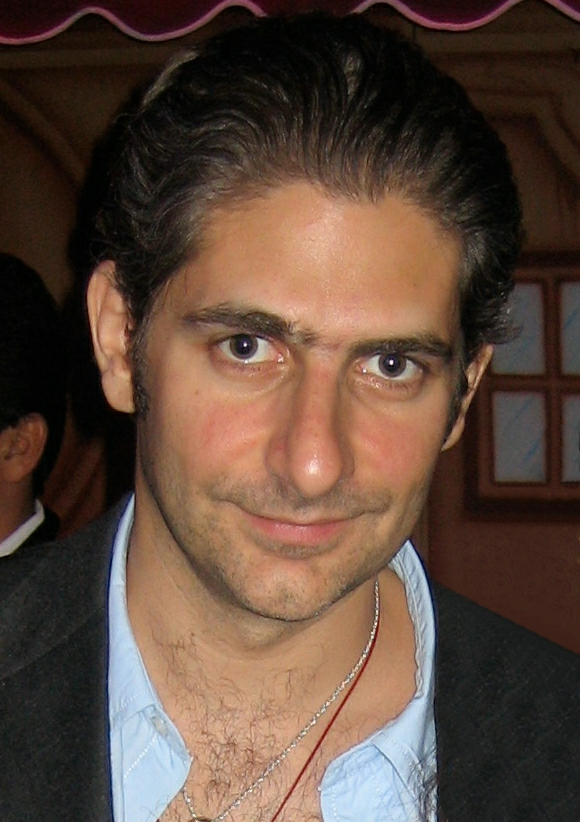
Michael Imperioli 2007

Michael Imperioli (* 26. März 1966 in Mount Vernon, New York) ist ein US-amerikanischer Schauspieler italienischer Abstammung. Bekannt wurde er für seine Darstellung als Christopher Moltisanti in der HBO-Dramaserie Die Sopranos.

## Leben
Imperioli begann seine Schauspielkarriere 1989 in Der knallharte Prinzipal. Sein dritter Film war Martin Scorseses GoodFellas – Drei Jahrzehnte in der Mafia – hier erhielt er eine Nebenrolle als Spider. Später in den 90er-Jahren arbeitete er in insgesamt fünf Filmen des Regisseurs Spike Lee sowie in einigen Hollywood-Produktionen. Für Spike Lees Film Summer of Sam schrieb er auch sein erstes Drehbuch.
1999 hatte er seinen Durchbruch als Mafioso Christopher Moltisanti in der erfolgreichen HBO-Fernsehserie Die Sopranos. Imperioli erhielt eine tragende Rolle und spielte zwischen 1999 und 2007 in 80 der 86 Folgen mit. Für die Rolle gewann er unter anderem einen Emmy Award und wurde zweimal für den Golden Globe Award nominiert. Für fünf Episoden der Serie schrieb er auch das Drehbuch. 2005 gehörte er zur Besetzung der Fernsehserie Law & Order.
Während seiner gesamten Film- und Fernsehkarriere blieb er dem Theater in New York treu, sowohl als Schauspieler als auch als Autor. 2004 eröffnete er zusammen mit seiner Frau Victoria ein eigenes kleines Theater in New York City – das „Studio Dante“. 2008 und 2009 spielte er eine Hauptrolle in der kurzlebigen TV-Serie Life on Mars, einem amerikanischen Remake der gleichnamigen britischen Serie auf ABC. 2010 bis 2011 spielte er die Hauptrolle des Det. Louis Fitch in der Polizeidramaserie Detroit 1-8-7. 
2022 spielte er in der zweiten Staffel der HBO-Serie The White Lotus die Rolle des Dominic Di Grasso.

## Weiteres
In Goodfellas schießt Joe Pesci als Mafioso Thommy Michael Imperioli als Nichtmafiamitglied in den Fuß. In den Sopranos findet sich eine ironische Anspielung auf diese Szene: Diesmal schießt der Gangster Christopher einem Zivilisten in den Fuß.
Imperioli ist seit 1995 mit Victoria Chlebowski verheiratet, lebt in New York City in dem Viertel Tribeca und ist Vater zweier Kinder.
Die Eheleute Imperioli sind Schüler des tibetischen Buddhismuslehrers Garchen Rinpoche. In seiner Freizeit praktiziert Imperioli Tae Kwon Do.

## Filmografie (Auswahl)
- 1989: Der knallharte Prinzipal (Lean on Me)
- 1989: Alexa
- 1990: GoodFellas – Drei Jahrzehnte in der Mafia (Goodfellas)
- 1991: Jungle Fever
- 1992: Malcolm X
- 1995: Bad Boys – Harte Jungs (Bad Boys)
- 1995: Jim Carroll – In den Straßen von New York (The Basketball Diaries)
- 1995: Clockers
- 1995: Dead Presidents
- 1995: The Addiction
- 1996: Blixa Bargeld Stole My Cowboy Boots
- 1996: Girls Town
- 1996: I Shot Andy Warhol
- 1996: Girl 6
- 1996: Trees Lounge – Die Bar, in der sich alles dreht (Trees Lounge)
- 1996: Last Man Standing
- 1996–2006: Law & Order (Fernsehserie, 6 Folgen)
- 1997: Office Killer
- 1997: The Deli
- 1997: Die Retter – Feuerhölle in Manhattan (Firehouse, Fernsehfilm)
- 1998: Zum Sterben zu müde (Too Tired to Die)
- 1998: The Mob – Der Pate von Manhattan (Witness to the Mob, Fernsehfilm)
- 1999: On the Run
- 1999: Summer of Sam
- 1999–2007: Die Sopranos (The Sopranos, Fernsehserie, 80 Folgen)
- 2000: Eine Liebe in Brooklyn (Disappearing Acts, Fernsehfilm)
- 2000: Hamlet (Fernsehfilm)
- 2002: Love in the Time of Money
- 2003: Stuey
- 2004: My Baby’s Daddy – Groove-Alarm am Wickeltisch (My Baby’s Daddy)
- 2004: Große Haie – Kleine Fische (Shark Tale, Stimme von Frankie)
- 2004: Die fünf Menschen, die dir im Himmel begegnen (The Five People You Meet in Heaven, Fernsehfilm)
- 2007: The Lovebirds
- 2007: The Inner Life of Martin Frost
- 2008–2009: Life on Mars (Fernsehserie, 17 Folgen)
- 2009: In meinem Himmel (The Lovely Bones)
- 2010–2011: Detroit 1-8-7 (Fernsehserie, 18 Folgen)
- 2013: The Call – Leg nicht auf! (The Call)
- 2013: Oldboy
- 2013: Nicky Deuce (Fernsehfilm)
- 2014: Californication (Fernsehserie, 11 Folgen)
- 2014: The Scribbler – Unzip Your Head
- 2015–2016: Mad Dogs (Fernsehserie, 10 Folgen)
- 2015–2016, 2018: Hawaii Five-0 (Fernsehserie, 4 Folgen)
- 2016–2017: Lucifer (Fernsehserie, 2 Folgen)
- 2018: Alex, Inc. (Fernsehserie, 10 Folgen)
- 2018: Cabaret Maxime
- 2019: The Last Full Measure
- 2020: Lincoln Rhyme: Der Knochenjäger (Lincoln Rhyme – Hunt for the Bone Collector, Fernsehserie)
- 2020: One Night in Miami
- 2021: The Many Saints of Newark (Stimme)
- 2022: The White Lotus (Fernsehserie, 7 Folgen)
- 2024: Oh, Canada

## Schriften

### Drehbücher
Imperioli schrieb die Drehbücher für die Episoden der Sopranos: Verflucht in alle Ewigkeiten (engl.: From Where to Eternity) (2000),  Tony in der Schlangengrube (engl.: The Telltale Moozadell) (2001), Christopher (2002), Gewissensbisse (engl.: Everybody Hurts) (2002) und Marco Polo (2004).

### Sachbücher
- Michael Imperioli, Steve Schirripa: Woke Up This Morning: The Definitive Oral History of The Sopranos. HarperCollins Publishers, 2021, ISBN 978-0-06-309002-6 (englisch).

## Filmpreise
- Die Sopranos
  - Primetime Emmy Award bester Nebendarsteller in einer Fernsehserie (Drama) (2004)
  - Screen Actors Guild Award beste Leistung eines Schauspielerensembles in einer Fernsehserie (Drama) (1999, 2007)
  - Nominierung – Golden Globe Award bester Nebendarsteller in einer Fernsehserie (2002, 2004)
  - Nominierung – Golden Nymph Award bester Schauspieler (2007)
  - Nominierung – Primetime Emmy Award bester Nebendarsteller in einer Fernsehserie (Drama) (2001, 2003, 2006–2007)
  - Nominierung – PRISM Award bester Schauspieler in einer Fernsehserie (Drama)(2003)
  - Nominierung – Screen Actors Guild Award beste Leistung eines Schauspielerensembles in einer Fernsehserie (Drama) (2000–2002, 2004, 2006)
- Hungry Ghosts (2009)
  - Nominierung – International Film Festival Rotterdam – Tiger Award